# John Gerald Manuel
John Gerald Manuel, kanadski letalski častnik, vojaški pilot in letalski as, * 29. marec 1893, Edmonton, Alberta, † 10. junij 1918, Francija (KIFA).
Stotnik Manuel je v svoji vojaški službi dosegel 13 zračnih zmag.

## Življenjepis
Med prvo svetovno vojno je bil sprva pripadnik Kraljeve pomorske zračne službe, nato pa Kraljevega vojnega letalstva.

## Odlikovanja
- Distinguished Service Cross (DSC)
- Distinguished Flying Cross (DFC)